# Chloroctenis
Chloroctenis is een geslacht van vlinders van de familie spanners (Geometridae), uit de onderfamilie Ennominae.

## Soorten
- C. conspersa Warren, 1909
- C. gelasmoides Herbulot, 1958
- C. similis Warren, 1899